# Christoff Loeber
Christoff Loeber oder Löber (geb. 1511 in Weimar; gest. 23. August 1593 ebenda) war in Weimar Bürgermeister.
Seit 1540 war Loeber Stadtschreiber. In dieser Eigenschaft legte er 1542 das erste Weimarer Bürgerbuch an. So erfasste dieses 2277 Einwohner. Loeber fand Eingang in Wolfgang Huschkes Edition der Weimarer Ratslisten von 1348 bis 1810.
Loeber war regierender Bürgermeister in Weimar von 1586 bis 1593.